# Villeneuve-du-Latou
Villeneuve-du-Latou – miejscowość i gmina we Francji, w regionie Oksytania, w departamencie Ariège.
Według danych na rok 1990 gminę zamieszkiwało 116 osób, a gęstość zaludnienia wynosiła 18 osób/km² (wśród 3020 gmin regionu Midi-Pireneje Villeneuve-du-Latou plasuje się na 947. miejscu pod względem liczby ludności, natomiast pod względem powierzchni na miejscu 1371.).